# Actinocyclina
Actinocyclina, también llamado Aktinocyclina, es un género de foraminífero bentónico de la familia Discocyclinidae, de la superfamilia Nummulitoidea, del suborden Rotaliina y del orden Rotaliida. Su especie tipo es Orbitolites radians. Su rango cronoestratigráfico abarca desde el Luteciense (Eoceno medio) hasta el Priaboniense (Eoceno superior).

## Clasificación
Actinocyclina incluye a las siguientes especies:
- Actinocyclina alticostata †
- Actinocyclina aster †
- Actinocyclina crassicostata †
- Actinocyclina granulosa †
- Actinocyclina gutta †
- Actinocyclina pinguis †
- Actinocyclina praeradians †
- Actinocyclina radians †